# IV. Ariarathész kappadókiai király
IV. Ariarathész Euszebész (ógörögül: Ἀριαράθης Εὐσεϐής), (? – Kr. e. 163) kappadókiai király Kr. e. 220-tól haláláig.
III. Ariarathész fia és utóda. Kr. e. 193 körül III. Antiokhosz szeleukida uralkodó – hogy megnyerje Ariarathészt a rómaiak elleni szövetségnek – leányával, Antiochisszal házasította össze a kappadókiai királyt. Ariarathész valóban támogatta Antiokhosz háborúját. A vesztes magnesiai csata után veje, II. Eumenész pergamoni király közbenjárására sikerült békét kötnie a rómaiakkal. Később rómaiak oldalán háborúzott Perszeusz makedón király ellen. Ariarathész 57 éves uralkodás után hunyt el Kr. e. 163-ban. A trónon fia, V. Ariarathész követte. Életéről Polübiosz és Livius számol be.